# Johnny Sins
Johnny Sins, vlastním jménem Steven Wolfe, (* 31. prosince 1978 Pittsburgh, Pensylvánie) je americký pornoherec, pornorežisér a youtuber. Patří mezi nejznámější mužské pornoherce a pro svou vyholenou hlavu, svalnatou postavu a modré oči je považován za sexuální symbol. Za dobu své kariéry získal již několik ocenění, mimo jiné např. 3 ceny AVN v kategorii Male Performer of the Year. Stal se předmětem několika internetových memů, které se většinou soustřeďují na širokou škálu povolání, v nichž se jakožto pornoherec představil či představuje ve svých filmech.

## Raný život
Narodil se 31. prosince 1978 v pensylvánském Pittsburghu. Sám sebe popsal jako „velmi plachého během dospívání“. Po absolvování Indiana University of Pennsylvania začal pracovat na stavbě. Když mu bylo okolo 24 let, začal plešatět a tak si od té doby nechává hlavu vyholenou. Roku 2006 ve věku 28 let opustil svou práci a přestěhoval se do Los Angeles, aby se zde mohl na plný úvazek věnovat kariéře v pornoprůmyslu.

## Kariéra

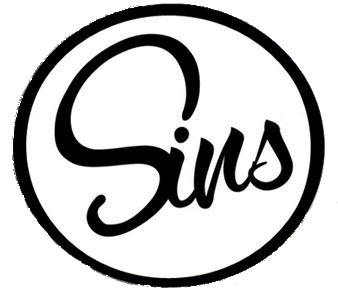
Logo Sinsovy společnosti

Během prvních dní v pornoprůmyslu obdržel několik nabídek na natočení gay scén, ale všechny je odmítl s tím, že se ve své kariéře chce věnovat pouze natáčení heterosexuálních scén.
Svou kariéru první rok tajil před svou konzervativní rodinou, která si mezitím myslela, že pracuje ve stavebnictví či v prodejnictví.
Sins svou kariéru také začínal účinkováním v reklamách společnosti craigslist. Společnost Brazzers Sinse popsala jako „chodného chlapa“, jelikož do dubna 2019 vystupoval ve více než tisícovce jejích scén.
Dne 10. června 2015 Pornhub spustil přes web Indiegogo crowdfundingovou kampaň k natočení prvního pornografického filmu ve vesmíru. Do tohoto filmu byli obsazeni právě Sins a Eva Lovia. Pokud by na projekt bylo vybráno dostatek financí, Sins a Lovia by museli absolvovat šestiměsíční pečlivou přípravu zahrnující nácvik stavu beztíže, rychlosti a jiné teploty. Sins k tomuto řekl: „Tady nejde o finanční zisk. Jde o tvoření historie.“ The campaign raised $236,086 over 60 days, failing to reach its goal of $3.4 million.
Na začátku roku 2017 si Sins a jeho kolegyně Kissa Sins založili svůj vlastní youtubeový kanál nazvaný SinsTV, na němž následně začali zveřejňovat videa o jejich každodenním životě a radách ohledně sexu. Po jejich krátkém odloučení v roce 2019 se Sins stal jediným vlastníkem kanálu. Později se začal zaměřovat na reakční videa a vlogy. K 18. březnu 2025 má kanál přes 2,12 milionů odběratelů. Video Sinse ochutnávajícího různá turecká drobná občerstvení se nakrátko stalo nejsledovanějším videem na YouTube v Turecku.
V roce 2018 Sins získal cenu v kategorii Most Popular Male Performer by Women během udílení Pornhub Awards.
V roce 2020 Sins přestal tvořit pornografická videa pro velká studia a soustředil se tvorbu vlastního obsahu s tím, že v budoucnu se k natáčení pro velká studia možná vrátí. K lednu 2024 jako pornoherec hrál ve více než 3 tisících videí.

## Image
Sins je již několik let předmětem internetových memů. Mezi nejznámější memy s ním patří ty, na nichž se objevuje jako doktor a instalatér, což jsou role, které ztvárnil ve svých filmech. Je znám také, jak mimo jiné uvedli například někteří jeho kolegové, pro svou tvrdou pracovní morálku a talent.

## Osobní život
Navzdory své veřejné osobnosti si Sins udržuje rovnováhu svého osobního života mezi prací a osobním životem.
Sins žije v Las Vegas. Při společných pracích v pornoprůmyslu se seznámil s pornoherečkou Kissou Sins, přičemž si mezi sebou vytvořili silný vztah, načež se s ní i neznámo kdy oženil. V roce 2019 žili krátkou dobu v odloučení, avšak již v roce 2020 se k sobě vrátili.
V říjnu 2017 byl uživatelem Twitteru zveřejněn tweet s obrázkem Sinse a popiskem nepravdivě tvrdícím, že se Sins ztratil během střelby v Las Vegas. Tento tweet se stal jedním z několika virálních hoaxů souvisejících se střelbou.
V červenci 2018 byla jako součást marketingové kampaně zaměřené na podporu univerzitních zájezdů namalována na boku autobusu jezdícího po indickém státě Kérala malba Sinse a několika dalších pornohvězd.